# Impasse Druinot
L'impasse Druinot est une voie située dans le quartier des Quinze-Vingts du 12e arrondissement de Paris en France.

## Situation et accès
L'impasse Druinot est accessible par la ligne de métro 8 à la station Faidherbe - Chaligny.

## Origine du nom

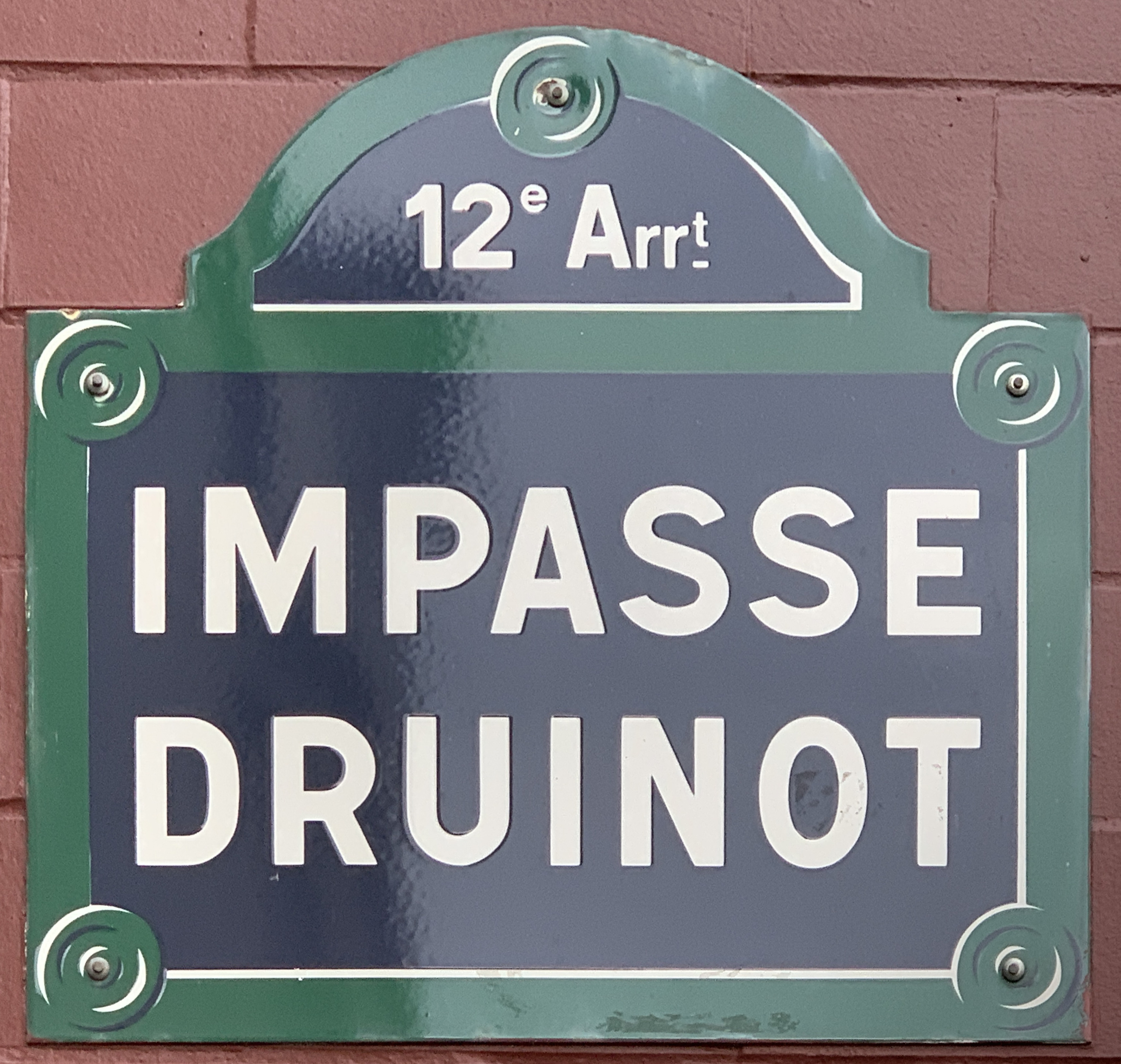
Plaque de l'impasse.

L'impasse doit son nom à celui d'un propriétaire local.

## Historique
Cette voie ouverte en 1875 a été supprimée après le no 8 dans le cadre de l'aménagement du secteur Brulon-Cîteaux.

## Bâtiments remarquables et lieux de mémoire
- Le square Léo-Ferré.